# Peymeinade
Peymeinade ist eine französische Gemeinde mit 8491 Einwohnern (Stand: 1. Januar 2022) im Département Alpes-Maritimes in der Region Provence-Alpes-Côte d’Azur. Peymeinade gehört zum Arrondissement Grasse und ist Teil des Kantons Grasse-1.

## Geografie
Peymeinade liegt nördlich des Lac de Saint-Cassien am Canal de la Siagne. Die Siagne selbst begrenzt die Gemeinde im Süden. Umgeben wird Peymeinade von den Nachbargemeinden Cabris im Norden, Grasse im Osten, Auribeau-sur-Siagne im Südosten, Tanneron im Süden und Südwesten, Le Tignet im Westen und Spéracèdes im Nordwesten.

## Geschichte
1868 wurde Peymeinade aus der Gemeinde Cabris herausgelöst.
| Bevölkerungsentwicklung | Bevölkerungsentwicklung |
| Jahr                    | Einwohner               |
| ----------------------- | ----------------------- |
| 1962                    | 1247                    |
| 1968                    | 1765                    |
| 1975                    | 3229                    |
| 1982                    | 4479                    |
| 1990                    | 6293                    |
| 1999                    | 7120                    |
| 2006                    | 7733                    |
| 2017                    | 8151                    |

## Sehenswürdigkeiten

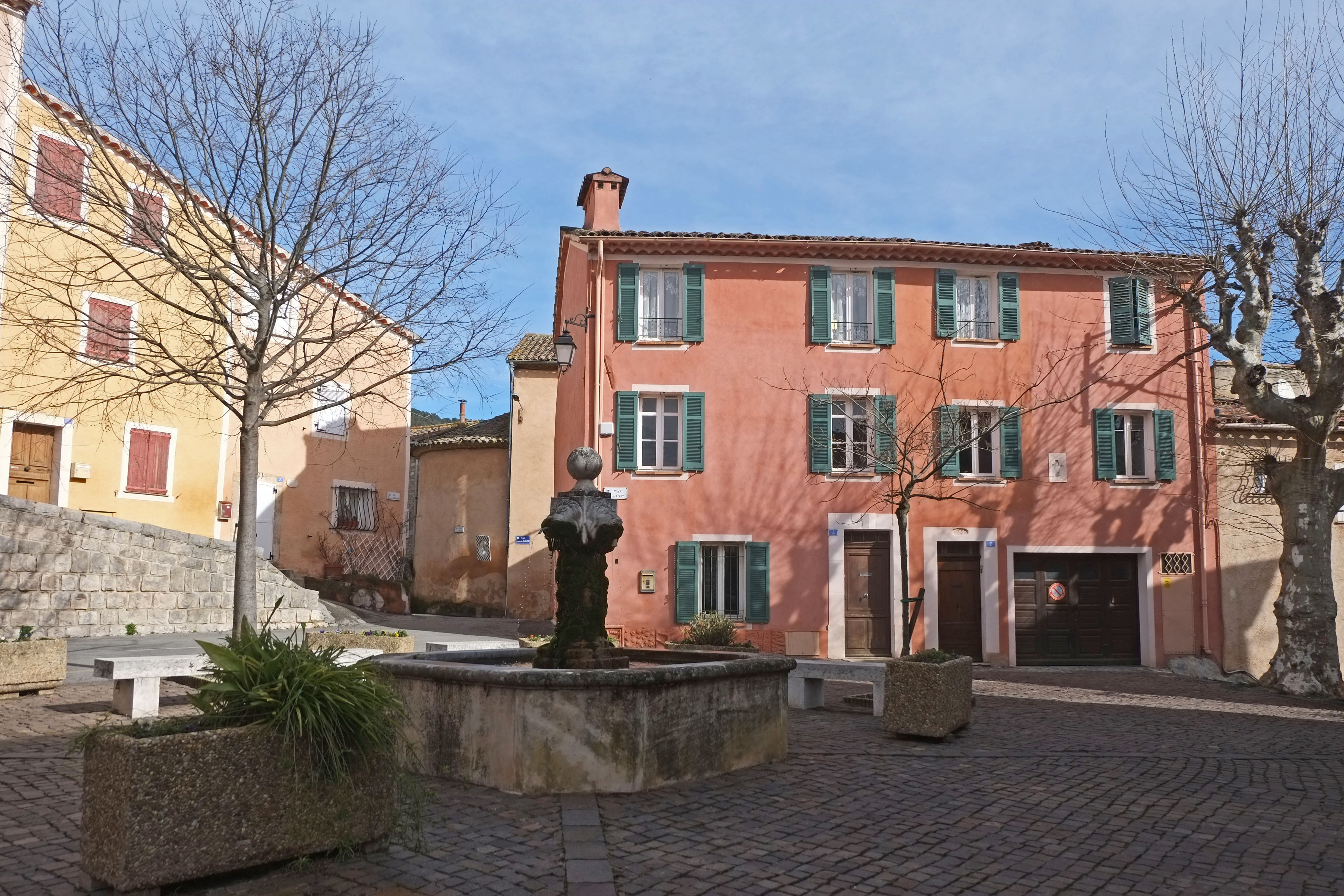
Platz Gervais Court

- Platz Gervais Court

## Persönlichkeiten
- Wilfried Rasch (1925–2000), Psychiater, in Peymeinade verstorben